# Кубок РСФСР по хоккею с шайбой 1970
Восьмой розыгрыш Кубка РСФСР по хоккею с шайбой прошёл после тринадцатилетнего перерыва. На этот раз к участию допускались команды чемпионата СССР второй группы класса «А» (в предыдущих сезонах игравших в кубке СССР) и класса «Б» (в т.ч. действующий обладатель трофея «Динамо» Горький, расформированное перед самым началом сезона), за исключением нероссийских (латвийских, белорусской, украинской и казахстанских) команд, а также шести российских. Полуфиналисты получали право сыграть в кубке СССР следующего сезона.
В первом раунде между собой встречались, чаще всего, команды из одного города, региона или соседних/ближайших регионов. В дальнейшем сетка турнира также сводила ближайшие по их географическому расположению команды.

Предполагалось провести розыгрыш в рамках одного сезона, однако тёплая погода внесла коррективы в календарь турнира (первый этап, который должен был закончиться в ноябре, растянулся до января), и полуфиналы и финал прошли уже в следующем сезоне. В решающем матче сошлись команды разыгравшее весной звание чемпиона РСФСР, но в этот раз чемпиону не удалось сделать «дубль».

## Список участников
| Команды класса «А» (Вторая группа) | Команды класса «Б» | Команды класса «Б» | Не допущенные к участию команды класса «Б»                                                                                          |
| --- | --- | --- | --- |
| - «Буревестник» Челябинск - «Водник» Тюмень - «Динамо» Ленинград - «Ермак» Ангарск - «Каучук» Омск - «Локомотив» Омск - «Металлург» Серов - «Металлург» Челябинск - «Металлург» Череповец - «Мотор» Барнаул - «Олимпия» Кирово-Чепецк - «Прогресс» Глазов - «Спутник» Нижний Тагил - «Строитель» Кемерово - «Таганай» Златоуст - «Торпедо» Подольск - «Торпедо» Ульяновск - «Шахтёр» Прокопьевск - СКА Калинин - СКА Куйбышев - СКА Новосибирск - СКА Хабаровск | - «Авангард» Подольск - «Алюминщик» Новокузнецк - «Водник» Порт Ванино - «Вымпел» Междуреченск - «Горняк» Тетюхе - «Гранит» Тетюхе - «Десна» Брянск - «Динамо» Горький - «Заполярник» Норильск - «Заря» Миасс - «Зауралец» Курган - «Кедр» Свердловск-44 - «Локомотив» Чита - «Маяк» Куйбышев - «Металлург» Магнитогорск - «Метеор» Рыбинск - «Нефтяник» Лениногорск - «Нефтяник» Ухта - «Океан» Владивосток - «Полёт» Горький - «Радуга» Калинин | - «Россия» Краснокамск - «Сатурн» Раменское - «Спутник» Альметьевск - «Станкостроитель» Рязань - «Строитель» Магадан - «Текстильщик» Павловский Посад - «Темп» Загорск - «Титан» Березники - «Торпедо» Вологда - «Торпедо» Рубцовск - «Урал» Пермь - «Факел» Свердловск-45 - «Химик» Клин - «Химик» Оренбург - «Чкаловец» Новосибирск - «Шахтёр» Инта - «Шахтёр» Коркино - «Шофёр» Свердловск - СК «Южный Урал» Орск - «Янтарь» Томск-7 - СКА Чита | - «Буревестник» Смоленск - «Высокогорец» Нижний Тагил - «Звезда» Каменка - «Ижсталь» Ижевск - «Политехник» Красноярск - «Темп» Юрга |

## 1/32 финала
| 09.11.1969 | СКА Хабаровск           | «Океан» Владивосток            | 8:3  |
| 11.11.1969 | «Металлург» Серов       | «Кедр» Свердловск-44           | 3:1  |
| 11.11.1969 | «Мотор» Барнаул         | «Каучук» Омск                  | 6:0  |
| 11.11.1969 | «Шофёр» Свердловск      | «Спутник» Нижний Тагил         | 2:6  |
| 11.11.1969 | «Строитель» Кемерово    | «Вымпел» Междуреченск          | 5:5  |
| 11.11.1969 | «Локомотив» Омск        | «Зауралец» Курган              | 13:0 |
| 11.11.1969 | «Шахтёр» Прокопьевск    | «Торпедо» Рубцовск             | 6:2  |
| 11.11.1969 | «Нефтяник» Ухта         | «Шахтёр» Инта                  | +:-  |
| 11.11.1969 | «Таганай» Златоуст      | «Металлург» Магнитогорск       | 6:4  |
| 11.11.1969 | «Урал» Пермь            | «Титан» Березники              | 2:9  |
| 11.11.1969 | «Водник» Тюмень         | «Факел» Свердловск-45          | в:п  |
| ??.11.1969 | «Олимпия» Кирово-Чепецк | «Динамо» Горький               | +:-  |
| 12.11.1969 | «Динамо» Ленинград      | «Станкостроитель» Рязань       | 7:1  |
| 11.11.1969 | «Металлург» Челябинск   | «Заря» Миасс                   | 5:4  |
| 11.11.1969 | СКА Чита                | «Локомотив» Чита               | 5:3  |
| 11.11.1969 | «Чкаловец» Новосибирск  | СКА Новосибирск                | 2:5  |
| 11.11.1969 | «Полёт» Горький         | «Торпедо» Ульяновск            | 4:2  |
| 11.11.1969 | «Россия» Краснокамск    | «Прогресс» Глазов              | 4:3  |
| 13.11.1969 | «Нефтяник» Лениногорск  | «Спутник» Альметьевск          | 1:0  |
| 16.11.1969 | «Янтарь» Томск-7        | «Алюминщик» Новокузнецк        | 7:1  |
| 26.11.1969 | «Химик» Оренбург        | СК «Южный Урал» Орск           | 3:6  |
| 23.12.1969 | «Гранит» Тетюхе         | «Горняк» Тетюхе                | ?    |
| 24.12.1969 | «Десна» Брянск          | «Сатурн» Раменское             | ?    |
| 23.12.1969 | «Водник» Порт Ванино    | «Строитель» Магадан            | ?    |
| ??.01.1970 | «Металлург» Череповец   | «Торпедо» Вологда              | 5:3  |
| 31.12.1969 | «Авангард» Подольск     | «Текстильщик» Павловский Посад | 3:4  |
| ??.01.1970 | «Торпедо» Подольск      | «Химик» Клин                   | 7:5  |
| ??.??.19?? | «Шахтёр» Коркино        | «Буревестник» Челябинск        | ?    |
| ??.??.19?? | «Метеор» Рыбинск        | «Темп» Загорск                 | ?    |
| ??.??.19?? | СКА Калинин             | «Радуга» Калинин               | ?    |
| ??.??.19?? | «Заполярник» Норильск   | «Ермак» Ангарск                | ?    |
| ??.??.19?? | «Маяк» Куйбышев         | СКА Куйбышев                   | ?    |

## 1/16 финала
| 24.12.1969 | «Россия» Краснокамск    | «Нефтяник» Лениногорск         | 1:7  |
| 31.12.1969 | СКА Новосибирск         | «Вымпел» Междуреченск          | +:-  |
| ??.01.1970 | «Водник» Тюмень         | «Янтарь» Томск-7               | 3:0  |
| 03.01.1970 | «Спутник» Нижний Тагил  | «Металлург» Серов              | +:-  |
| 03.01.1970 | «Мотор» Барнаул         | «Локомотив» Омск               | +:-  |
| 18.01.1970 | «Олимпия» Кирово-Чепецк | «Полёт» Горький                | 1:3  |
| 06.03.1970 | «Десна» Брянск          | «Динамо» Ленинград             | 3:7  |
| 15.03.1970 | «Таганай» Златоуст      | «Маяк» Куйбышев                | ?    |
| ??.03.1970 | «Титан» Березники       | СК «Южный Урал» Орск           | 15:3 |
| 25.03.1970 | «Торпедо» Подольск      | «Металлург» Череповец          | 5:3  |
| ??.??.1970 | СКА Хабаровск           | ?                              | ?    |
| ??.??.1970 | ?                       | СКА Чита                       | ?    |
| ??.??.1970 | ?                       | «Шахтёр» Прокопьевск           | ?    |
| ??.??.1970 | «Буревестник» Челябинск | «Металлург» Челябинск          | ?    |
| ??.??.1970 | ?                       | «Нефтяник» Ухта                | ?    |
| ??.??.1970 | СКА Калинин             | «Текстильщик» Павловский Посад | ?    |

## 1/8 финала
| 18.02.1970 | «Водник» Тюмень        | «Мотор» Барнаул         | 9:4 |
| 27.02.1970 | «Спутник» Нижний Тагил | «Буревестник» Челябинск | 5:1 |
| 22.03.1970 | «Нефтяник» Лениногорск | «Таганай» Златоуст      | ?   |
| 22.03.1970 | «Титан» Березники      | «Полёт» Горький         | ?   |
| 04.04.1970 | «Динамо» Ленинград     | «Торпедо» Подольск      | 7:7 |
| ??.??.1970 | СКА Калинин            | ?                       | ?   |
| ??.??.1970 | СКА Новосибирск        | ?                       | ?   |
| ??.??.1970 | ?                      | ?                       | ?   |

## 1/4 финала
| 19.03.1970 | «Водник» Тюмень    | «Спутник» Нижний Тагил | 3:8 |
| 23.04.1970 | «Динамо» Ленинград | СКА Калинин            | 7:1 |
| ??.??.1970 | «Титан» Березники  | ?                      | ?   |
| ??.??.1970 | СКА Новосибирск    | ?                      | ?   |

## 1/2 финала
| 14.11.1970 | «Спутник» Нижний Тагил | СКА Новосибирск    | 6:1 |
| 25.11.1970 | «Титан» Березники      | «Динамо» Ленинград | 4:7 |

## Финал
| 27.12.1970 | «Спутник» Нижний Тагил | 5:3 (д.в.) (0:2, 2:1, 1:0, 2:0) | «Динамо» Ленинград | ДС «Прогресс», Глазов |

| Отчёт                                                 | Отчёт                    | Отчёт                             | Отчёт | Отчёт |
| ----------------------------------------------------- | ------------------------ | --------------------------------- | ----- | ----- |
|                                                       |                          |                                   |       |       |
|                                                       |                          |                                   |       |       |
|                                                       | Голы:                    |                                   |       |       |
| Ю.Логунов, А.Вейнгардт Н.Новиков В.Белоусов Б.Веригин | 0:1 0:2 1-2:3 :3 4:3 5:3 | А.Голованов А.Соболев А.Наханьков |       |       |
|                                                       |                          |                                   |       |       |
|                                                       |                          |                                   |       |       |
|                                                       |                          |                                   |       |       |
|                                                       |                          |                                   |       |       |
|                                                       |                          |                                   |       |       |